# One-step
Le one-step est une danse de salon populaire dans la danse sociale au début du XXe siècle. Le one-step était très en vogue en France entre 1925 et 1930. C'est une danse facile à apprendre se dansant sur de la musique ragtime. Elle fut rendue populaire par Vernon et Irene Castle.
Troy Kinney (en) écrit que le one-step est né de la danse Turkey trot, dont il a supprimé tous les éléments, de sorte que « du 'trot' original, il ne reste rien d'autre que le pas de base ».

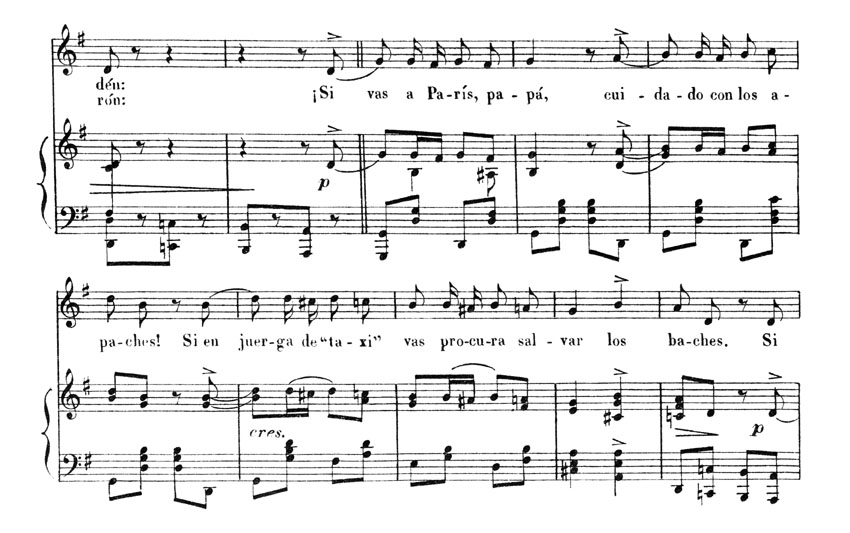
¡Si vas a Paris, papa !

Le One-Step comprenait les figures de base suivantes (et un certain nombre de figures plus avancées) :
- Le Castle Walk (danse inventée et introduite par Vernon et Irene Castle).
- Le Turn est un pas de marche, pivotant sur un pied pour changer de direction. Le pied droit revient du pas précédent à l'endroit où il a commencé ; pendant qu'il fait deux longs pas successifs, le pied gauche tourne "à sa place". L'achèvement du virage amène le pied droit en quatrième position antérieure. Les pas de la femme sont l'inverse de ceux de l'homme, son pied gauche faisant les pas longs, tandis que son pied droit tourne sur sa place. Le virage gagne en souplesse en permettant aux genoux droits de se toucher légèrement.
- Le plongeon. En partant (disons) du pied droit en quatrième position postérieure : pendant le premier temps, descendre ; sur le deuxième temps, monter, en transférant le poids sur le pied gauche (avancé), en faisant glisser le pied droit jusqu'à la troisième position, où il reçoit instantanément le poids à nouveau, si l'on veut répéter le plongeon. Dans ce cas, le pied gauche glisse à nouveau jusqu'à la quatrième position antérieure, et le pas est effectué comme précédemment. Il arrive fréquemment que l'on fasse plusieurs plongeons à la suite. Ils succèdent souvent à un virage, l'arrivée de ce dernier laissant les pieds dans la position appropriée (quatrième) à cet effet. Le plongeon est exécuté dans n'importe quelle direction, avec les exécutants dans n'importe quelle position du couple. Il apparaît dans d'autres danses, mais sa technique est toujours la même.
- La vigne
- Le One-Step Eight, appelé ainsi en raison du nombre de temps qu'il occupe, est une simple marche, avec un tour. Les pas de l'homme sont inversés par rapport à ceux de la femme ; elle pivote sur son pied droit, lui sur son pied gauche. Exécuté en position fermée du couple.
- Le Carré, à l'origine une figure de tango, est tout aussi efficace dans le One-Step. De la troisième position postérieure, le pied droit marche jusqu'à la quatrième position antérieure ; le pied gauche glisse jusqu'à la deuxième position ; le pied droit glisse jusqu'à la première position ; le pied gauche revient à la quatrième position postérieure ; le pied droit marche jusqu'à la troisième position antérieure. Ce mouvement est généralement répété plusieurs fois. Exécuté en position fermée du couple. L'exécution de la figure occupe deux mesures de musique ; les pas sont exécutés à mi-temps.